# Де-Калб (Иллинойс)
Де-Калб (англ. DeKalb, МФА /dɨkælb/) — город на севере США, в округе Де-Калб, штат Иллинойс. По переписи населения 2010 года в городе проживали 43 862 человек. Назван в честь американского героя войны за независимость немецкого происхождения Иоганна де Кальба.

## География
Де-Калб расположен на реке Кишвоки (41°55′53″ с. ш. 88°45′01″ з. д.).
По данным Бюро переписи населения США, город имеет общую площадь 32,7 км² (12,6 миль²).
24 августа 2007 года произошло одно из крупнейших наводнение реки Кишвоки. Уровень воды поднялся до отметки 4,65 м (рекорд 4,8 м), вызвав серьёзные последствия для города.

## Демография
По данным переписи населения 2000 года, общая численность населения составляла 39 018 человек. Зарегистрировано 13 081 домовладений и 6566 семей. По данным переписи 2010 года население выросло до 43 862 человек.
Распределение населения по расовому признаку:
- белые — 73,0 %
- афроамериканцы — 9,08 %
- коренные американцы — 0,24 %
- азиаты — 4,62 %
- латиноамериканцы — 9,04 % и др.

Из 13 081 домовладений, в 25,9 % имелись дети в возрасте до 18 лет, проживающие вместе с родителями, 37,0 % — супружеские пары, живущие вместе, 9,4 % — матери-одиночки, а 49,8 % отдельные лица. 7,3 % всех домовладений состоят из одиноких людей в возрасте 65 лет и старше. Средний размер домовладения 2,42 человек, а средний размер семьи — 3,02 человек.
Распределение населения по возрасту:
- до 18 лет — 19,9 %
- от 18 до 24 лет — 39,2 %
- от 25 до 44 лет — 23,8 %
- от 45 до 64 лет — 12,0 %
- от 65 лет — 8,1 %

Средний возраст составляет 23 года. На каждые 100 женщин приходится 97,9 мужчин. На каждые 100 женщин возрастом 18 лет и старше — 96,1 мужчин.
Годовой доход на домовладение составил в среднем $ 35 153, на семью — $ 53 017. Доход на душу населения — $ 16 261. Средний доход мужчин — $ 36 255, женщин — $ 26 422.

## История

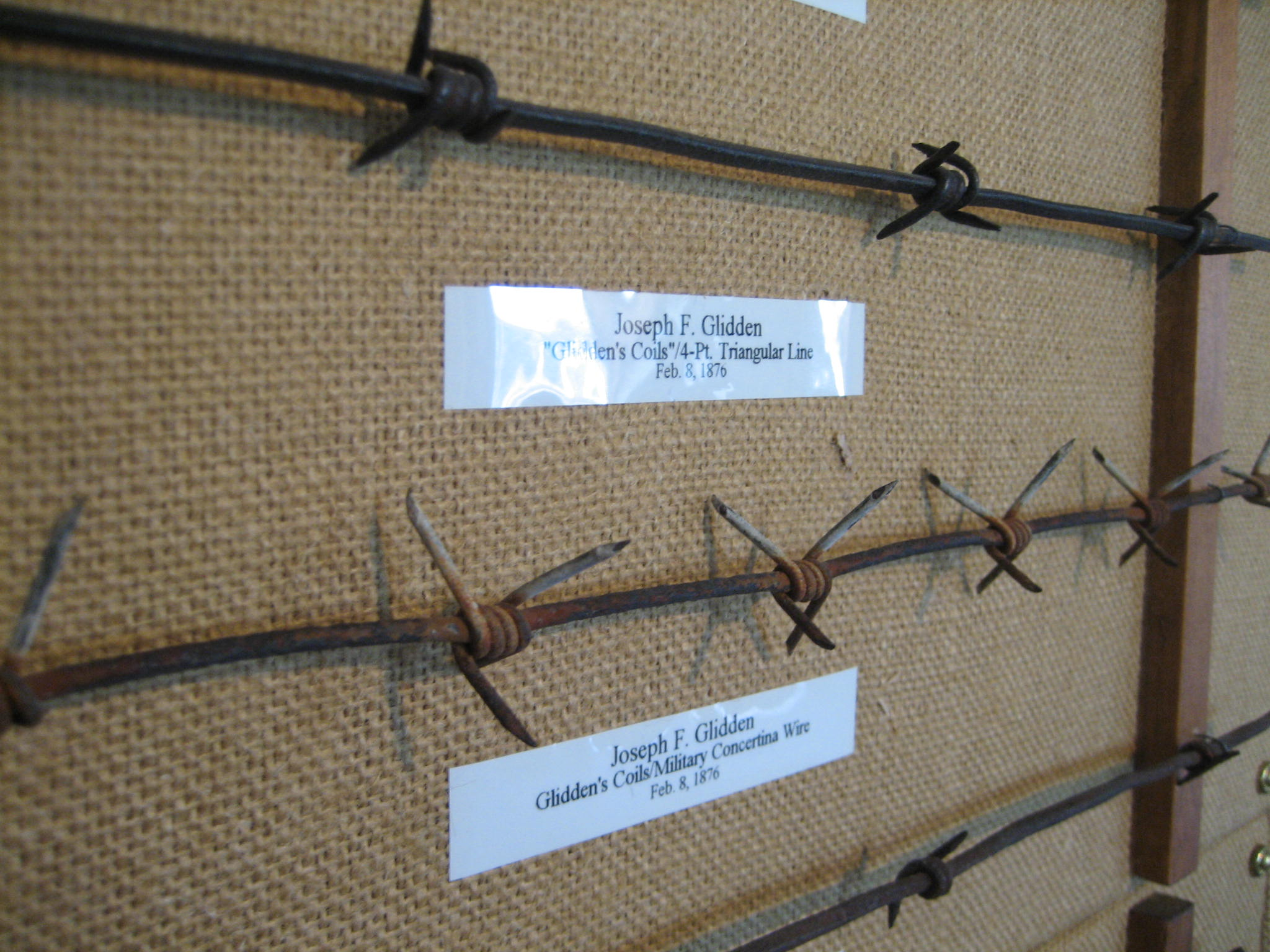
Два образца колючей проволоки Глиддена 1876 года в Музее истории колючей проволоки

Поселение было основано в 1837 году и до 1853 года Де-Калб оставался небольшой общиной, пока здесь не начала работу транспортная копания Chicago and North Western Transportation Company. Удобное расположение города облегчило доставку сельскохозяйственных культур и доступ к более крупным рынкам. Сельское хозяйство было основой экономики Де-Калба до 1873—1874 годов, пока фермер Джозеф Глидден не начал массовое производство своего изобретения — колючей проволоки.
В 1865 году в Де-Калб переехал Генри Гурлер, организовавший производство молока. В 1895 году он начал поставлять своё «Чистое молоко» в Чикаго.
После основания Педагогической школы Северного Иллинойса в 1895 году Де-Калб начинает постепенно превращаться в центр образования. Позднее школа стала нынешним Университетом Северного Иллинойса, который известен своим педагогическим образованием, инженерным делом и музыкальными программами.
Сельское хозяйство вновь выходит на передний план после создания фермерского бюро в округе Де-Калб в 1912 году. В 1930-х годах компания DeKalb AgResearch Corporation (сегодня MONSANTO) выпустила на рынок первый гибридный вид семян кукурузы.

## Известные жители и уроженцы
- Джозеф Глидден — американский фермер, изобретатель колючей проволоки.
- Уиллард Уирц — секретарь администрации президента США, министр труда.
- Ричард Дженкинс — американский актёр кино, театра и телевидения.
- Judas Iscariot — американская блэк-метал группа.
- Барбара Хейл — американская актриса.
- Синди Кроуфорд — американская супермодель, ведущая MTV, актриса.
- Рая Гарбузова — русская и американская виолончелистка.